# Antonio de Temiño y Dávila
Antonio de Temiño y Dávila fue un militar español, gobernador de la provincia de Nicaragua de 1667 a 1675.
Nació en Madrid, hijo de don Juan de Temiño, procurador en Cortes por el Estado Noble y caballerizo del cardenal-infante don Fernando de Austria.
Luchó en la Guerra de Cataluña de 1640, alcanzando el grado de capitán de caballería. 
En 1655 fue nombrado, al igual que su padre, procurador en Cortes por el Estado Noble, en representación de la ciudad y provincia de Guadalajara.
En 1657 le fue concedido el hábito de caballero de la Orden de Calatrava. 
Tomó posesión como gobernador de Nicaragua en 1667 y halló a los vecinos de la provincia deseosos de abandonarla debido al saqueo pirata de 1665. 
Durante su gobierno visitó Nicaragua el presidente de la Audiencia de Guatemala Sebastián Álvarez Alfonso Rosica de Caldas y con él recorrió el río San Juan con el fin de disponer su defensa, y al efecto reunieron una junta de guerra en Granada. El presidente le ordenó que construyera un barco y reparara el fuerte de San Carlos de Austria, pero después le dio contraorden. Rechazó una incursión de piratas franceses en el río San Juan y logró apoderarse de una de sus naves y apresar a cinco.
Escribió a la Corona en varias oportunidades para darle cuenta de la indefensión en que se hallaba su gobernación.
Le sucedió en 1675 Pablo de Loyola.